# Metodologia de pesquisa estatística
Um campo da estatística aplicada, a metodologia de pesquisa estuda a amostragem de unidades individuais de uma população e as técnicas de coleta de dados de pesquisa associados, tais como construção e métodos para melhorar o número e a precisão das respostas aos inquéritos de questionário.
Os levantamentos estatísticos são realizados com o objetivo de fazer inferências estatísticas sobre a população em estudo, e isso depende fortemente das perguntas da pesquisa utilizada . As pesquisas sobre a opinião pública, pesquisas de saúde pública, pesquisas de mercado , pesquisas do governo e censos são exemplos de pesquisas quantitativas que utilizam metodologia da pesquisa contemporânea para responder a perguntas sobre a população. Embora os censos não incluem uma "amostra", eles incluem outros aspectos da metodologia de pesquisa, como questionários, os entrevistadores, e não resposta técnicas de acompanhamento. As pesquisas fornecem informações importantes para todos os tipos de informação pública e campos de pesquisa, como por exemplo, pesquisa de marketing, psicologia, profissionais da saúde e da sociologia,

## Visão Geral
Um único estudo é feito de, pelo menos, uma amostra ( ou população total no caso de recenseamento ), um método de recolha de dados (por exemplo, um questionário) e perguntas ou artigos que se tornam dados que podem ser analisados estatisticamente. Uma única pesquisa pode se concentrar em diferentes tipos de temas, tais como preferências (por exemplo, para um candidato presidencial ), opiniões (por exemplo, esse livro deve ser legal? ) , Comportamento (tabagismo e uso de álcool ), ou informação factual (por exemplo , a renda ) , dependendo da sua finalidade. A pesquisa de opinião é quase sempre baseada em uma amostra da população, o sucesso da pesquisa depende da representatividade da amostra em relação a uma população-alvo de interesse para o pesquisador. Essa população-alvo pode variar de a população em geral de um determinado país para grupos específicos de pessoas dentro daquele país, a uma lista de membros de uma organização profissional , ou a lista de alunos matriculados em um sistema escolar (ver também a amostragem (estatísticas ) e levantamento de amostragem ) .
A metodologia da pesquisa como um campo científico visa identificar princípios sobre o desenho da amostra , instrumentos de coleta de dados, ajuste estatístico de dados, processamento de dados e análise final dos dados que pode criar erros sistemáticos e aleatórios da pesquisa. Erros da pesquisa são, por vezes, analisada em conexão com o custo da pesquisa. Restrições de custo são, por vezes, enquadrado como melhoria da qualidade dentro das restrições de custo, ou, alternativamente , a redução dos custos para um nível fixo de qualidade . Metodologia de pesquisa é ao mesmo tempo um campo científico e uma profissão , o que significa que alguns profissionais da área focam sobre os erros da pesquisa empírica e outros projetam pesquisas para reduzi-los. Para os designers de pesquisa, a tarefa envolve a criação de um grande conjunto de decisões sobre milhares de características individuais de um inquérito , a fim de melhorá-lo.

## Tópicos de metodologia de pesquisa estatística
Os desafios metodológicos mais importantes de um metodólogo de pesquisa incluem a tomada de decisões sobre a forma de: 
- Identificar e selecionar potenciais membros da amostra.
- Contactar indivíduos amostrados e coletar dados de pessoas que são difíceis de alcançar (ou relutante em responder).
- Avaliar as perguntas do teste.
- Selecione o modo para fazer perguntas e coleta de respostas.
- Treinar e supervisionar os entrevistadores (se eles estão envolvidos).
- Verificar os arquivos de dados para precisão e consistência interna.
- Ajustar estimativas do inquérito para corrigir os erros identificados.

## Selecionando Amostras
Amostras da pesquisa pode ser divididas em dois tipos: amostras probabilísticas e amostras não probabilísticas. Amostragem estratificada é um método de amostragem probabilística de modo a que sub-populações dentro de uma população total são identificadas e incluídas na amostra selecionada de forma equilibrada.

## Modos de coleta de informação
Existem várias formas de administrar uma pesquisa. A escolha dessa forma varia com certos fatores, incluindo
1. custo,
2. cobertura da população alvo,
3. flexibilidade em fazer os questionarios,
4. aceitação dos entrevistados em responder e
5. precisão na resposta.

Diferentes métodos afetam a forma como os entrevistados respondem e possuem diferentes vantagens. Os métodos mais comuns são:
- Telefone
- Carta
- Pesquisa online
- Entrevistador visitando o domicílio
- Interceptação na rua
- Mistura dos métodos acima.

## Estudos transversais e longitudinais
Há uma distinção entre as pesquisas de uma só vez (transversais), que envolvem um único questionário ou entrevista administrada a cada membro da amostra e pesquisas que recolhem repetidamente informações das mesmas pessoas ao longo do tempo. Este último é conhecido como pesquisas longitudinais. Estudos longitudinais têm vantagens analíticas consideráveis, mas eles também são difíceis de implementar com sucesso.
Consequentemente, os métodos especializados foram desenvolvidos para selecionar amostras longitudinais, para coletar dados repetidamente, manter o controle de membros da amostra ao longo do tempo, para manter entrevistados motivados a participar e para processar e analisar dados de pesquisa longitudinal.

## Formatos de resposta
Normalmente, uma pesquisa consiste de uma série de perguntas que o entrevistado tem que responder em um formato definido. É feita uma distinção entre questões abertas e fechadas. Uma questão em aberto pede ao entrevistado para formular sua própria resposta, ao passo que uma questão fechada, o entrevistado tem que escolher uma resposta a partir de um determinado número de opções. As opções de resposta para uma pergunta fechada deve ser exaustiva e mutuamente exclusivos. Quatro tipos de escalas de resposta para perguntas fechadas destacam-se:
- Dicotômica, onde o entrevistado tem duas opções.
- Nominal-politômica, onde o entrevistado tem mais de duas opções não ordenadas
- Ordinal-politômica, onde o entrevistado tem mais de duas opções solicitadas
- (Limitada) contínuo, em que o entrevistado é apresentado com uma escala contínua

A resposta do entrevistado para uma questão em aberto pode ser codificado em uma escala de resposta depois, ou analisados por meio de métodos mais qualitativos.

## Efeito do entrevistador
Metodólogos da pesquisa têm dedicado muito esforço para determinar a extensão em que as respostas entrevistado são afetados por características físicas do entrevistador. As principais características do entrevistador que demonstraram a influência respostas da pesquisa são raça, gênero e em relação ao peso corporal (IMC). Estes efeitos são percebidos principalmente quando as perguntas estão relacionadas com o traço entrevistador. Embora os efeitos entrevistador têm sido investigadas principalmente para pesquisas cara-a-cara , também foi mostrado que eles existem para os modos de entrevista sem contato visual, tais como pesquisas por telefone e em pesquisas na web com vídeo . A explicação normalmente prevista efeitos entrevistador é o da conveniência social. Os participantes da pesquisa podem tentar projetar uma auto-imagem positiva, em um esforço para estar em conformidade com as normas que atribuem ao entrevistador a fazer perguntas.